# Medio Campidano
A província de Medio Campidano, entre 2005 e 2016, foi uma província italiana da região de Sardenha com cerca de 128 420 habitantes, densidade de 62,3 hab/km². Era dividida em 41 comunas, sendo a capital Sanluri.
Fazia fronteira a norte com a província de Oristano, a este e sudeste com a província de Cagliari, a sul com a província de Carbonia-Iglesias e a oeste com o mar.
As comunas designadas para esta província, segundo a lei regional nº 9 de 12 de Julho de 2001 eram: Arbus, Barumini, Collinas, Furtei, Genuri, Gesturi, Gonnosfanadiga, Guspini, Las Plassas, Lunamatrona, Pabillonis, Pauli Arbarei, Samassi,  San Gavino Monreale, Sanluri, Sardara, Segariu, Serramanna,  Serrenti, Setzu, Siddi, Tuili, Turri, Ussaramanna, Villacidro, Villamar,  Villanovaforru, Villanovafranca.
Com a lei regional n° 10 de 13 de Outubro de 2003, as comunas de Escolca, Gergei, Guasila, Isili, Mandas, Nurri, Nuragus, Nurallao, Orroli, Samatzai, Serri, Villanova Tulo passaram para a província de Cagliari
A incorporação na província de Cagliari seguiu-se às eleições de 2005, altura em que a província se tornou oficial.
Pela lei regional n. 2 de 4 de fevereiro de 2016, a província foi fusionada com a província de Carbonia-Iglesias e 54 comunas da província de Cagliari criando a província de Sardenha do Sul.